# Truck of the Year

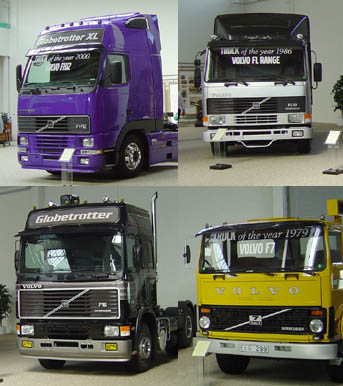
Volvos lastbilsserier som mottagit utmärkelsen Truck of the Year.

Truck of the Year (The International Truck of the Year award) är ett pris som sedan 1977 årligen delas ut till en lastbilsmodell. Prisjuryn består av representanter från europeiska lastbilstidskrifter. Den första lastbilsmodellen att motta priset var Seddon Atkinsons Seddon Atkinson 200.

## Vinnare
- 2025 - Mercedes-Benz eActros 600
- 2024 - Volvo FH Electric
- 2023 - DAF XD
- 2022 - DAF XF / XG / XG+
- 2021 - MAN TGX
- 2020 - Mercedes-Benz Actros
- 2019 - Ford F-MAX
- 2018 - DAF XF/DAF CF
- 2017 - Scania S-serie
- 2016 - Iveco Eurocargo
- 2015 - Renault T
- 2014 - Volvo FH
- 2013 - Iveco Stralis
- 2012 - Mercedes-Benz Actros
- 2011 - Mercedes-Benz Atego
- 2010 - Scania R
- 2009 - Mercedes-Benz Actros
- 2008 - MAN TGX/TGS
- 2007 - DAF XF 105
- 2006 - MAN TGL
- 2005 - Scania R
- 2004 - Mercedes-Benz Actros
- 2003 - Iveco Stralis
- 2002 - DAF LF
- 2001 - MAN TG-A
- 2000 - Volvo FH
- 1999 - Mercedes-Benz Atego
- 1998 - DAF 95XF
- 1997 - Mercedes-Benz Actros
- 1996 - Scania 4-serie
- 1995 - MAN F2000
- 1994 - Volvo FH
- 1993 - Iveco EuroTech
- 1992 - Iveco Eurocargo
- 1991 - Renault AE Magnum
- 1990 - Mercedes-Benz SK
- 1989 - Scania 3-serie
- 1988 - DAF 95
- 1987 - MAN F90
- 1986 - Volvo FL
- 1985 - Mercedes-Benz LN2
- 1984 - Volvo F10
- 1983 - Renault G260/290
- 1982 - Ford Cargo
- 1981 - Leyland T45
- 1980 - MAN 321
- 1979 - Volvo F7
- 1978 - MAN 280
- 1977 - Seddon Atkinson 200